# Direttore generale della National Crime Agency
Il direttore generale della National Crime Agency (in inglese: Director-General of the National Crime Agency) è il capo della National Crime Agency e come tale è responsabile della gestione generale dell'NCA. Il direttore è nominato e riferisce al Segretario di Stato per gli interni, ma non fa direttamente parte dell'Home Office. Il direttore è nominato su base quinquennale, sebbene questa nomina possa essere rinnovata (per un altro periodo di cinque anni) o estesa (per qualsiasi periodo inferiore a cinque anni) a discrezione del Segretario dell'Interno.
Poiché il direttore è responsabile di un'agenzia nazionale con giurisdizione e poteri investigativi in tutto il paese, questa carica è considerata il ruolo di polizia più anziano nel Regno Unito, superando il Commissario di polizia della metropoli, poiché il direttore ha il potere di dirigere eventuali capi di polizia e commissari. Il direttore è supportato da tre vicedirettori generali, responsabili delle operazioni, delle capacità e della criminalità economica.
L'attuale direttore generale è Lynne Owens, che ha assunto il ruolo nel gennaio 2016; il suo mandato è stato prorogato fino a gennaio 2023.

## Direttori generali dell'NCA
| # | Nome                            | Inizio         | Fine           | Durata mandato     | Segretario per gli interni | Note  |
| - | ------------------------------- | -------------- | -------------- | ------------------ | -------------------------- | ----- |
| 1 | Keith Bristow, QPM              | 7 ottobre 2013 | 3 gennaio 2016 | 2 anni e 89 giorni | Theresa May                | [ 5 ] |
| 2 | Dame Lynne Owens, DCB, CBE, QPM | 4 gennaio 2016 | in carica      | 5 anni e 89 giorni | Theresa May                | [ 6 ] |
| 2 | Dame Lynne Owens, DCB, CBE, QPM | 4 gennaio 2016 | in carica      | 5 anni e 89 giorni | Amber Rudd                 |       |
| 2 | Dame Lynne Owens, DCB, CBE, QPM | 4 gennaio 2016 | in carica      | 5 anni e 89 giorni | Sajid Javid                |       |
| 2 | Dame Lynne Owens, DCB, CBE, QPM | 4 gennaio 2016 | in carica      | 5 anni e 89 giorni | Priti Patel                | [ 4 ] |